# Villa Wanda
Villa Wanda, ad Arezzo, è stata la residenza di Licio Gelli, noto per essere stato il "Maestro Venerabile" della loggia massonica P2. Si tratta di un edificio di oltre trenta stanze su tre piani, immerso in un parco di tre ettari e situato in una delle zone più esclusive dell'Aretino, la collina di Santa Maria delle Grazie.

## Storia
La villa si chiamava un tempo Villa Carla ed era proprietà della famiglia Lebole. Nel 1968 i Lebole vendettero a Gelli quando questi divenne socio di una delle loro società (l'azienda produttrice di materassi Dormire). Gelli ribattezzò la villa in onore della moglie, Wanda Vannacci. Per oltre trent'anni la villa ospitò molti fra i più potenti personaggi dell'economia e della politica italiana. Nel 1980, nel giardino della villa, fu ritrovata un'antica statua del 1512 della Madonna della Consolazione, risultata rubata quattro anni prima dal Santuario di Santa Maria della Consolazione di Rotonda, un piccolo centro in provincia di Potenza.
La villa salì agli onori delle cronache italiane il 17 marzo 1981, quando al suo interno vennero trovate le famose liste degli affiliati alla loggia massonica P2 e, durante le indagini successive, l'abitazione fu ampiamente setacciata dalle forze dell'ordine, che vi ritrovarono molti lingotti d'oro celati nel giardino. Quando Gelli fu messo agli arresti domiciliari, scelse di scontare la propria pena in questa villa. All'interno della villa era presente un grande archivio di scritti storici, che l'11 febbraio 2006 Gelli ha donato all'Archivio di Stato di Pistoia.
Nel gennaio del 2006, allo scopo di recuperare le spese processuali relative al processo relativo al crack del Banco Ambrosiano, ammontanti a circa 1,5 milioni di €, lo Stato italiano decise di mettere la villa all'asta. La casa stessa era stata pignorata durante il corso del procedimento giudiziario in oggetto. Dopo varie aste andate deserte, la casa venne riacquistata dallo stesso Gelli. Dal 10 ottobre 2013, la villa è sotto sequestro preventivo causa inchiesta in relazione all'evasione di diciassette milioni di euro di tasse per cui sono indagati Gelli e la sua famiglia.